# Tapa (grad)
Tapa (prije 1920-ih: Taps) je grad u okrugu Lääne-Virumaa, sjeverna Estonija. Drugi je grad po veličini u okrugu. Važno je prometno središte zbog prijevoza ruske nafte i drva, ali i zbog željeznice kojoj Tapa duguje svoje postojanje.
Tapa je osnovana 1917. godine, a službeno je priznata kao grad 1926. U gradu postoji vojna baza estonske vojske. Muzej Tapa je otvoren 10. lipnja 2004. godine, te prikuplja i prikazuje predmete, uključujući fotografije i dokumente vezane uz povijest i kulturu Tape.
Nakon odlaska sovjetskih vojnika i njihovih obitelji, gradsko stanovništvo palo je s 10.395 (1989. godine) na 6.496 (2007.). Tapa zauzima površinu od 17,32 km2.
Na estonskom ime grada znači ubiti.

## Vanjske poveznice
- Tapa - Službene stranice  (na estonskom)
- Muzej Tapa  Arhivirana inačica izvorne stranice od 20. veljače 2012. (Wayback Machine)  (na estonskom)

|  | Zajednički poslužitelj ima još gradiva o temi Tapa (grad) |